# Okrajno sodišče v Novem mestu
Okrajno sodišče v Novem mestu je okrajno sodišče Republike Slovenije s sedežem v Novem mestu, ki spada pod Okrožno sodišče v Novem mestu Višjega sodišča v Ljubljani. Trenutna predsednica (2021) je Andreja Beg.